# Tomoe Gozen
Tomoe Gozen (巴御前 (Ba Ngự Tiền)/ ともえごぜん phát âm tiếng Nhật: [tomo.e], 1157 – 1247) là một nữ chiến binh và cũng là ái thiếp của Minamoto no Yoshinaka, rất nổi tiếng với sự dũng cảm và sức mạnh kinh người của mình.. Bà được cho là đã chiến đấu và sống sót sau cuộc Chiến tranh Genpei. Ngoài ra, từ Gozen luôn đính kèm sau tên bà không phải là họ mà là một cách dùng kính ngữ, một từ dùng để tôn xưng những người phụ nữ có vị thế cao trong xã hội.
Nữ chiến binh, được gọi là Onna-bugeisha (女武芸者; Nữ võ nghệ giả), là một khái niệm chỉ những nữ quyến xuất thân từ gia đình quý tộc Samurai, cũng có vai trò trong chiến tranh. Tomoe Gozen là một trong 3 biểu tượng tiêu biểu của Onna-bugeisha, bên cạnh Hōjō Masako và Nakano Takeko.

## Lịch sử

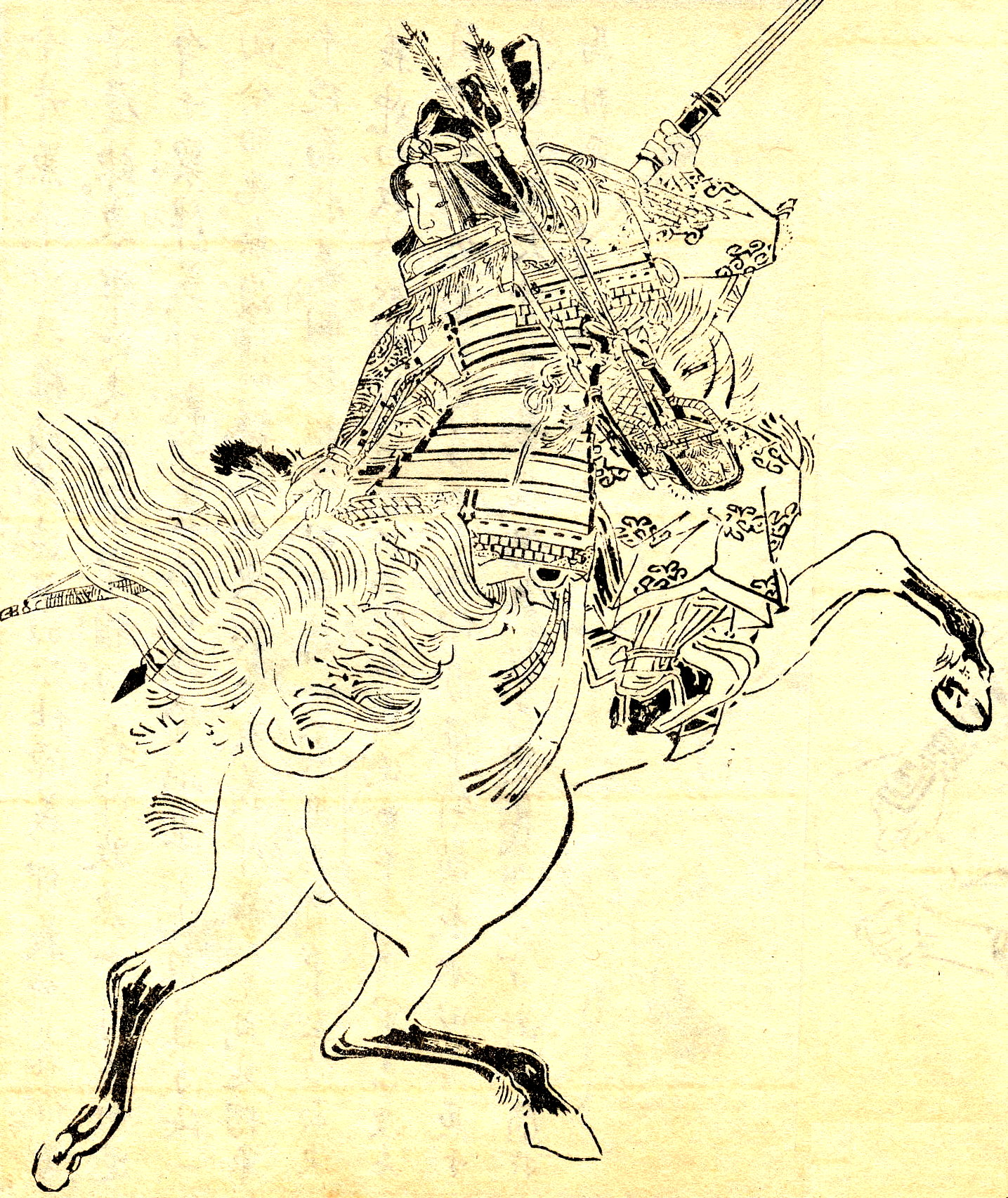
Tomoe Gozen qua nét vẽ của Kikuchi Yōsai (1781-1878).

Theo sử sách, Tomoe Gozen là một người phụ nữ có vẻ đẹp thanh tú với làn da trắng và suối tóc đen dày, sống vào khoảng cuối thời Heian đầu thời Kamakura. Heike Monogatari (平家物語 Bình gia vật ngữ, Truyện kể Heike) còn cho biết, Gozen là một nữ cung thủ với tay gươm đầy sức mạnh và có phần vượt trội so với nam giới. Các tài liệu lịch sử đều ghi lại rằng, bà luôn xuất hiện với dáng vẻ thật gan dạ phi thường và võ thuật tinh anh, là cánh tay phải đắc lực để hỗ trợ bên cạnh các trận chiến của đức lang quân Yoshinaka: 
| “ | Tomoe đặc biệt xinh đẹp, da trắng, tóc dài, tài nghệ xuất chúng. Nàng dương được cung cứng, trên bộ hay trên lưng ngựa đều múa kiếm chọi nổi quỷ thần, sức địch nghìn người. Lại biết trị được ngựa chứng và điều khiển chúng leo lên dốc đứng. Khi lâm trận, Kiso thường cho nàng mang giáp dày, đao to, cung cứng ra làm đại tướng. Lần nào cũng không ai lập công lớn hơn nàng. Bây giờ trong đám bảy thớt kỵ còn lại sau khi tất cả đã chết hoặc chạy thoát, cũng vẫn có nàng... — Chuyện kể Heike | ” |

Sau khi đánh đuổi nhà Taira đến tận các tỉnh miền Tây, Minamoto no Yoshinaka (chồng của Tomoe) liền chiếm lấy Kyoto nhưng lại tỏ ra hợm hĩnh, vô mưu, say mê nữ sắc, gieo rắc sự bất mãn trong đám công khanh để rồi phải chết thảm trong cánh rừng tùng ở Awazu dưới tay những người đồng minh cũ của mình. Trong số các kẻ thù mà Minamoto no Yoritomo phải tiêu diệt trên con đường trở thanh shogun của mình bao gồm cả người em họ của ngài là Yoshinaka. Dù cả hai người có quan hệ huyết thống, nhưng những vinh quang của Yoshinaka khi đánh bại Taira vào năm 1183 đã khiến ông trở thành kẻ thù của Yoritomo. Vì vậy, Yoritomo đã phái em trai mình là Yoshitsune dẫn quân đến đối phó với Yoshinaka vào năm 1184.
Tuy có sự trợ chiến đắc lực của một nữ chiến binh xinh đẹp Tomoe Gozen với chiến công chặt đầu một samurai đối thủ là Honda no Moroshige của Musashi trong trận Awazu. Bà cũng được biết đến vì đã giết chết Uchida Ieyoshi và bị Hatakeyama Shigetada bắt sống khi đang trên đường chạy trốn. Dù chiến đấu dũng cảm nhưng binh lực chênh lệch quá lớn nên cuối cùng Yoshinaka vẫn bị Yoshitsune đánh cho đại bại trong trận chiến tại Uji và Awazu. Sức cùng lực kiệt, Yoshinaka đành phải tháo chạy thoát thân, bên cạnh chỉ còn lại một vài binh sĩ cùng tùy tùng, thấy rằng khó mà tránh khỏi sinh ly tử biệt, ông nói với Tomoe Gozen nên trốn đi vì ông muốn chết với người anh em kết nghĩa Imai no Shiro Kanehira và sẽ nhục nhã đến thế nào nếu chết bên cạnh một người phụ nữ. Kể từ đó không rõ số phận của bà ra sao nữa.

## Thực hư thân thế

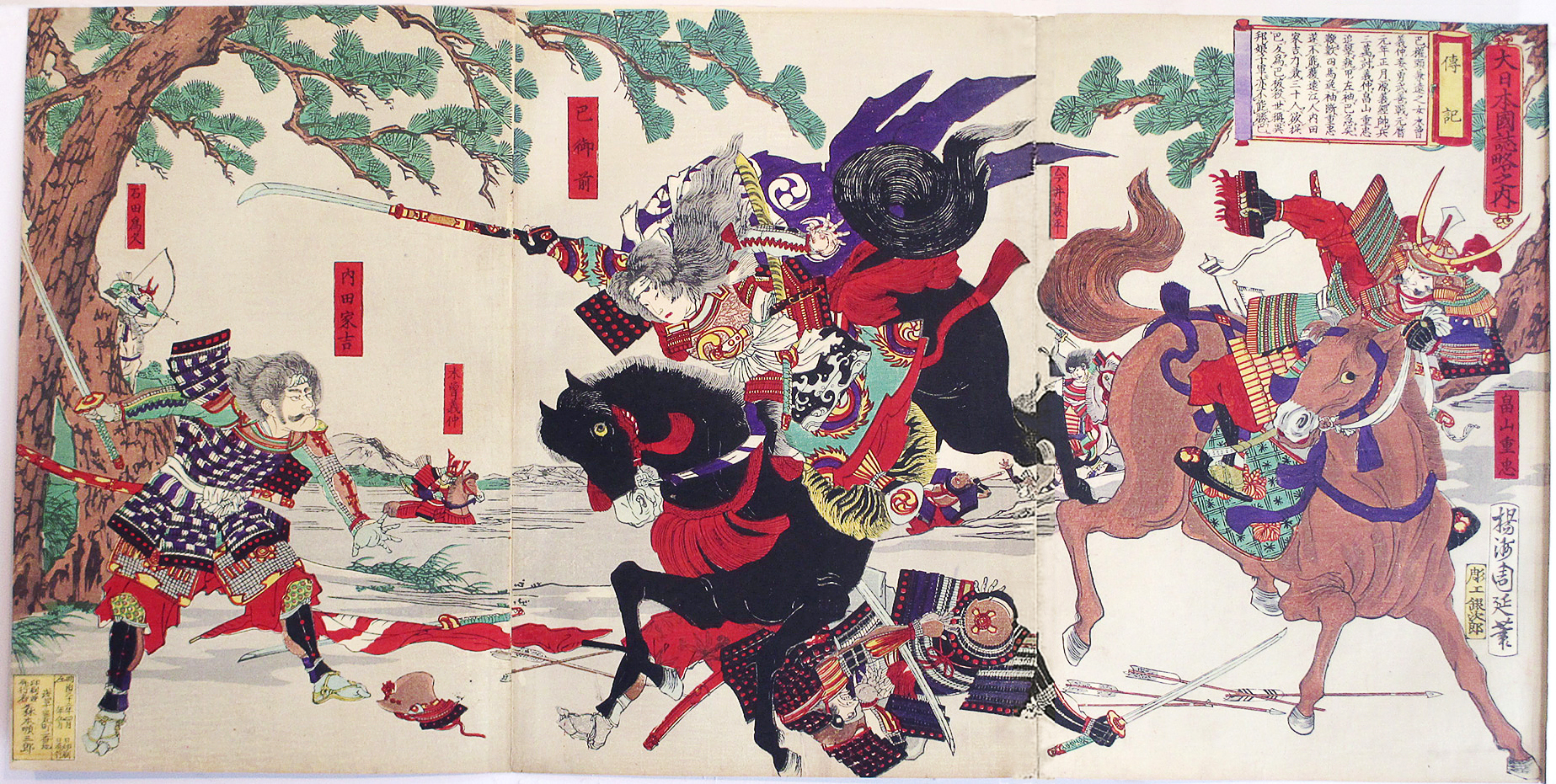
Tomoe Gozen nghênh chiến với Uchida Ieyoshi và Hatakeyama no Shigetada. Tranh khắc gỗ của Yōshū Chikanobu, 1899

Tính cách của Tomoe Gozen được khắc họa rõ nét trên chiến trận của samurai. Sự độc đáo này khiến bà trở thành một huyền thoại trong suốt chiều dài lịch sử của nước Nhật. Nhưng cũng có những tương truyền bí ẩn về cô. Đầu tiên là mối quan hệ của bà và Yoshinaka đã được đề cập tới không rõ ràng. Một phiên bản kể về thời kỳ của Heike Monogatari nhắc đến bà như là một gia khách hay một người hầu. Trong bản dịch của Sadler mô tả bà là một phụ nữ đẹp từ những suy đoán có thể bà là gia sư của Yoshinaka hay thậm chí là "người vợ chiến binh" của ông ấy. Tuy nhiên, hoàn toàn không có sự mập mờ trong lời kể lại các chiến công của bà. Lời thuật lại quá trình chiến đấu của Tomoe trong trận chiến Awazu trong Heike Monogatari ngắn gọn đến mức có thể kể lại toàn bộ câu chuyện một cách dễ dàng. Điều thú vị hơn là chương nhắc tới bà, với tiêu đề "Cái chết của Kiso" lại bắt đầu bằng việc Yoshinaka đã mang theo bên mình từ Shinano không chỉ một "mỹ nhân" mà những 2 người. Người còn lại là Yamabuki Gozen nhưng đã ngã bệnh phải ở lại kinh thành tịnh dưỡng.
Có những phiên bản khác nhau về cuộc đời của Tomoe sau trận đánh cuối cùng của mình. Có chuyện kể lại rằng, sau trận đánh Awazu vào năm 1184, Tomoe đã giết chết Uchida Ieyoshi rồi từ bỏ thanh kiếm của mình. Nhưng cũng có câu chuyện kể rằng Tomoe đã bị đánh bại bởi Wada Yoshimori và phải trở thành vợ của samurai này. Sau khi Wada qua đời, Tomoe đã trở thành một nữ tu ở Echizen. Chính những câu chuyện khác nhau này khiến cho sự thật về Tomoe càng trở nên bí hiểm hơn. Ngoài những đoạn nhỏ kể về Yamabuki Gozen, trong các nghiên cứu về gunkimono (truyện ký quân nhân) của Paul Varley chỉ có thể tìm một nguồn tham khảo khác về nữ samurai này. Đó là trong cuốn Genpei Seisuki (源平盛衰記 Nguyên Bình thịnh suy ký), câu chuyện kể về cái chết của Kiso Yoshinaka, và Tomoe được kể rằng đã bị giết chết nhiều năm trước đó. Bên cạnh đó còn có các thất bản khác kể về Tomoe như một nữ chiến binh, xông pha chiến trường để trả thù cho người mình yêu, hoặc sau khi giết giặc thì bà đã đi tu.

## Ảnh hưởng văn hóa

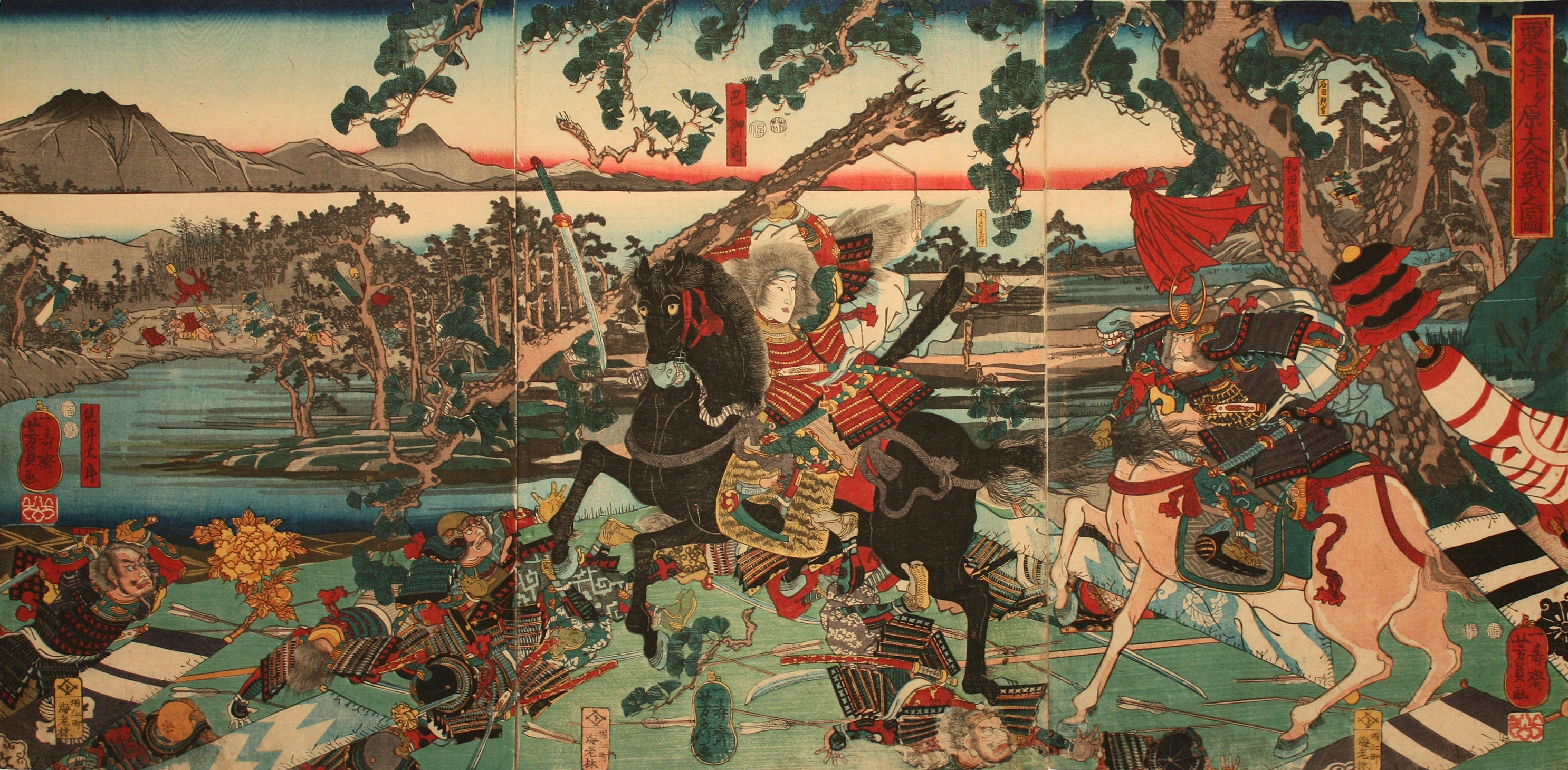
Tomoe Gozen trong Trận Awazu, vẽ bởi Utagawa Yoshikazu.
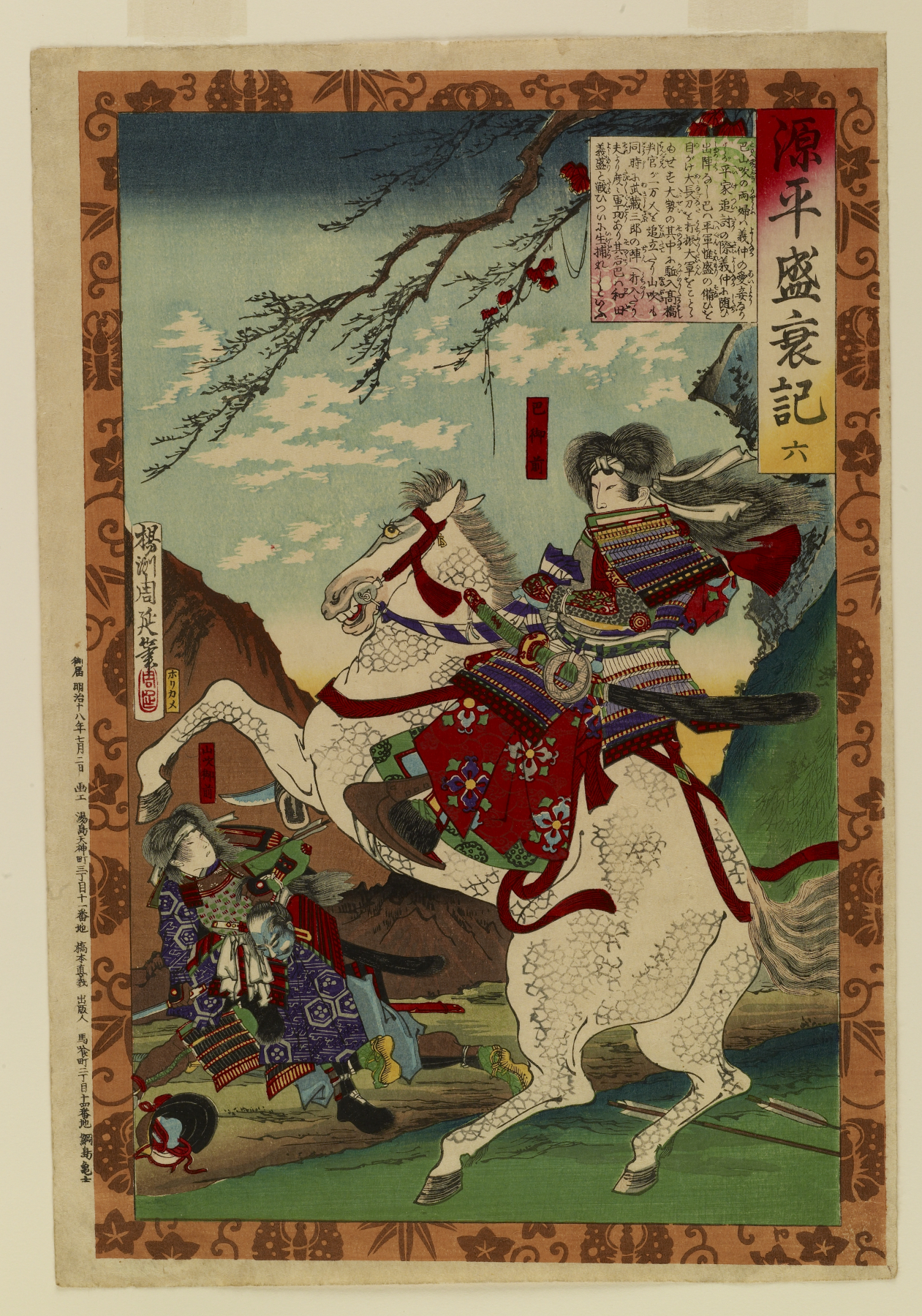
Tomoe Gozen bên bờ sông Yodo, vẽ bởi Toyohara Chikanobu (1838–1912)
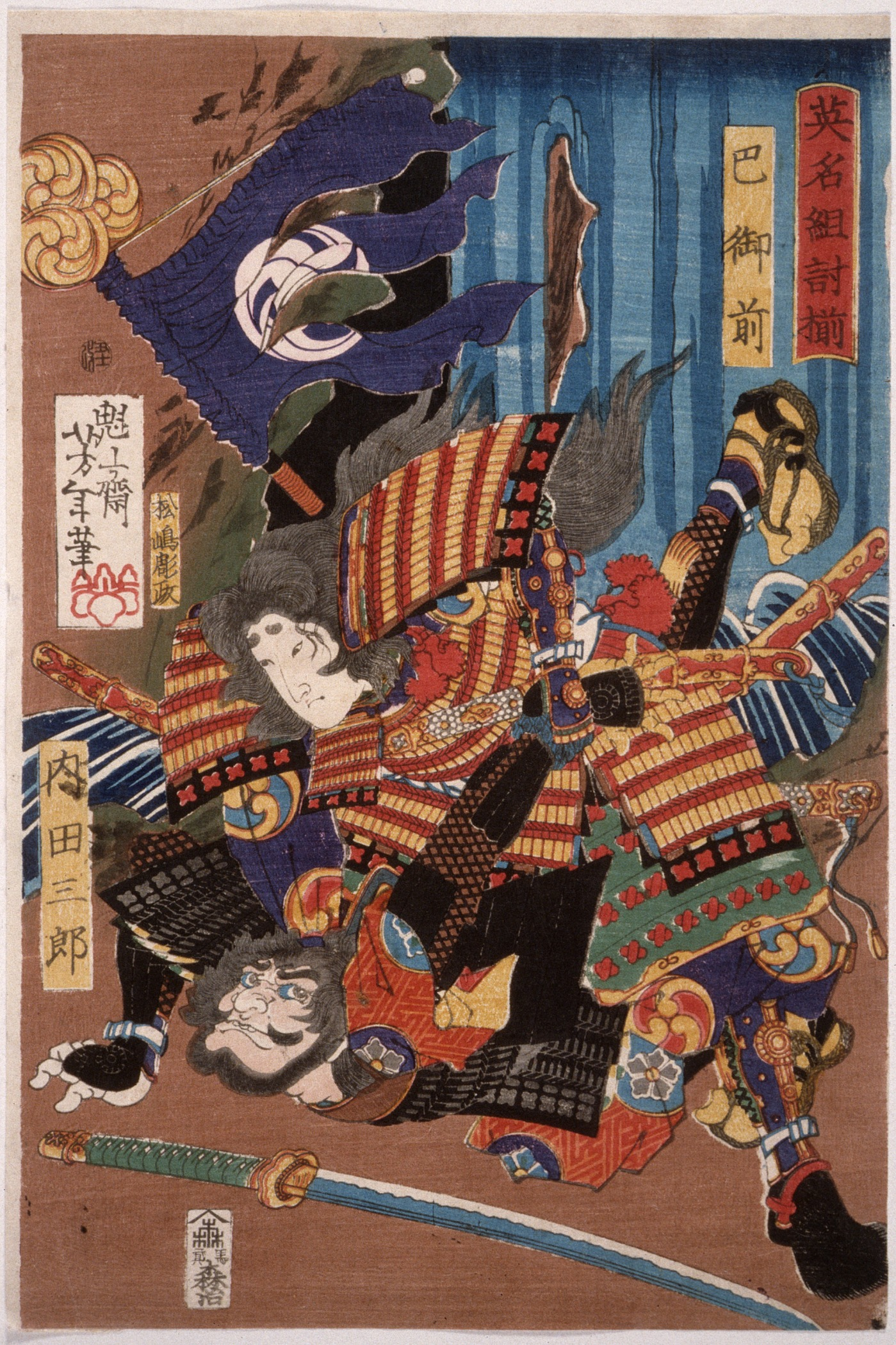
Tomoe Gozen đánh bại Uchida Saburo, vẽ bởi Tsukioka Yoshitoshi (1839–1892)
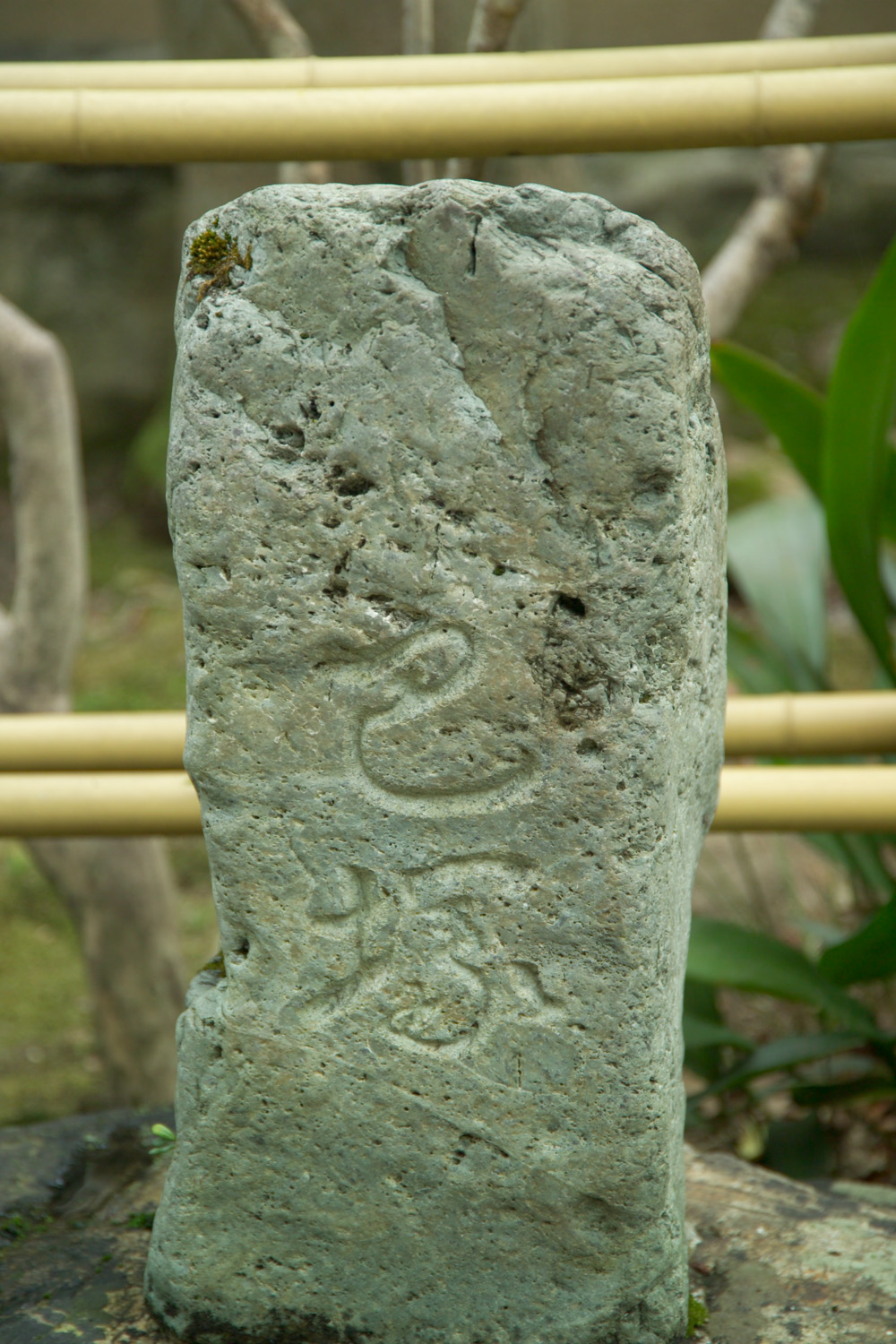
Bia tưởng niệm Tomoe ở Gichū-ji, Ōtsu, Shiga

Là một trong những ví dụ rất hiếm về nữ chiến binh trong lịch sử Nhật Bản, Tomoe đã được thể hiện thành nhiều nhân vật trong một vài bộ anime và phim truyền hình. 
- Trong bộ phim truyền hình kiểu taiga năm 2005 của NHK là Yoshitsune, Tomoe Gozen là một trong những nhân vật chính do nữ diễn viên kiêm người mẫu Koike Eiko đóng.
- Jessica Amanda Salmonson đã viết "The Tomoe Gozen Saga", bộ ba tiểu thuyết giả tưởng mang tên giống Tomoe Gozen là The Golden Naginata và Thousand Shrine Warrior. Lần tái bản đầu tiên trong một ấn bản được hiệu chỉnh và sửa đổi là The Disfavored Hero.[6]
- Saisei, một nhân vật xài naginata trong manga Samurai Deeper Kyo chính là hóa thân của Tomoe Gozen. Một trong hai nữ thành viên cai quản "mộc" của Ngũ diệu tinh, cô vốn là một nữ samurai lừng lẫy, đã chết từ hàng trăm về trước, nhưng vì lợi ích của dòng họ Mibu nên đã bị đánh thức, làm cho sống trở lại để trở thành một thứ vũ khí lợi hại.
- Tomoe Gozen là một trong những nhân vật được tái hiện trên hành tinh Riverworld, trong cả hai cuốn tiểu thuyết khoa học viễn tưởng của Philip José Farmer và ấn phẩm phim truyền hình ngắn tập cùng tên năm 2010.
- Tomoe là quyền năng Persona của Chie Satonaka, một thành viên trong nhóm của trò chơi điện tử Persona 4.
- Tomoe Gozen và những nữ chiến binh samurai do bà chỉ huy cũng được hãng Creative Assembly bổ sung vào phiên bản mở rộng "Rise of the Samurai" của trò chơi Total war: Shogun 2 dưới cái tên Gozen Hime với sức chiến đấu, sĩ khí, kĩ năng chiến đấu cao hơn hẳn các samurai cầm naginata bình thường, sánh ngang với đội quân anh hùng naginata (Benkei's blade).
- Tomoe Gozen thuộc class  Archer trong game Fate/Grand Order.